# 山本隆幸 (国土交通技官)
山本 隆幸（やまもと たかゆき）は、日本の国土交通技官。国土交通省北海道開発局長や、国土交通省北海道局長を経て、岩田地崎建設取締役会長、ツール・ド・北海道協会理事長、北海道経済連合会副会長。

## 人物・経歴
1973年北海道大学大学院工学研究科土木工学専攻修了、北海道開発庁入庁。1981年北海道開発局建設部道路計画課開発専門官。1983年北海道開発局帯広開発建設部道路課長。1984年北海道開発庁企画室開発専門官。1988年建設省四国地方建設局香川工事事務所長。1990年建設省道路局国道第一課特定道路専門官。1991年北海道開発庁地政課開発専門官。1993年北海道開発庁地政課事業計画調整官。1995年北海道開発局札幌開発建設部次長。1996年北海道開発庁計画官。1998年北海道開発庁地政課長。1999年北海道開発局旭川開発建設部長。
2001年国土交通省北海道開発局事業振興部長。2002年国土交通省大臣官房審議官（北海道局担当）。2003年から国土交通省北海道開発局長を務め、循環型社会形成などを重点政策として進めた。2004年国土交通省北海道局長。2005年北海道科学技術総合振興センター参与。その後岩田地崎建設代表取締役副社長を務めていたが、2018年に関博之と入れ替わる形で退任して岩田地崎建設取締役会長に就任した。2019年北海道経済連合会副会長。この間、ツール・ド・北海道協会理事長、北海道e-bike普及推進協会理事等も歴任した。